# Scharnhorst-Kaserne (Lüneburg)
Die Scharnhorst-Kaserne war eine Garnison in Lüneburg, in der von 1936 bis 1945 Wehrmachtseinheiten hauptsächlich der Infanterie stationiert waren. Benannt wurde die Anlage nach dem preußischen General Gerhard von Scharnhorst. Nach dem Ende des Zweiten Weltkriegs waren in der Kaserne britische Besatzungstruppen untergebracht. Ab 1959 nutzte die Bundeswehr die Kasernenanlage für Artillerietruppen. Nach dem Ende des Kalten Krieges erfolgte 1993 die Aufgabe der militärischen Nutzung. Auf dem Gelände entstand nach Umbau von Kasernengebäuden und Neuerrichtung von Bauten die Leuphana Universität Lüneburg.

## Geschichte

### NS-Staat und Zweiter Weltkrieg
Im Zuge der Aufrüstung der Wehrmacht ab 1934 benötigte der NS-Staat zusätzliche Truppenunterkünfte. Zugleich bemühte sich die Stadt Lüneburg um die Stationierung von Wehrmachtseinheiten. Am 5. August 1935 einigten sich der Reichsfiskus und die Stadt auf einen Vertrag, der die Bereitstellung von Grundstücken an zwei Standorten für Infanterie-, Kavallerie- und Artillerieverbände mit 5.000 Soldaten und 1.600 Pferden vorsah. Dazu gehörte das Gelände der späteren Scharnhorst-Kaserne, das unentgeltlich zur Verfügung zu stellen war. Außerdem sollte die Erschließung mit Kanalisation, Gas, Wasser und Strom durch die Stadt erfolgen. Der am 17. März 1936 zur Scharnhorststraße umbenannte Schwarze Weg war für die Benutzung durch mittelschweren Verkehr auszubauen. Bereits am 2. Dezember 1935 wurde Richtfest gefeiert und am 3. Oktober 1936 zog das Infanterieregiment 47 mit Stab, dem I. und III. Bataillon, 13. und 14. Kompanie ein. Nach Beginn des Zweiten Weltkriegs verließ das Regiment Lüneburg und wurde zunächst mit Sicherungsaufgaben an der Westgrenze beauftragt. Beim Westfeldzug in der Schlacht um die Niederlande kam es 1940 zum Einsatz. Ab Juni 1941 nahm es am Unternehmen Barbarossa gegen die Sowjetunion teil. Im September 1942 verlegte es nach Nordafrika zum Deutschen Afrikakorps und wurde im Mai 1943 bei Tunis vernichtet.
Am 28. August 1939 bildete sich in Lüneburg das Infanterie-Ersatz-Bataillon 47. Nach der Teilung des Bataillons zum 1. Oktober 1942 erhielten die beiden neuen Verbände zum 7. November 1942 die Bezeichnung als Grenadier-Ersatz-Bataillon 47 und als Grenadier-Ausbildungs-Bataillon 47. Am 7. April 1943 vereinigten sie sich wieder zum Grenadier-Ersatz- und Ausbildungs-Bataillon 47. Im September 1944 verlegte das Bataillon in die Niederlande und wurde umbenannt. Am 26. September 1944 kam es zur Neuaufstellung in Lüneburg. Im März 1945 erfolgte schließlich der Einsatz auch dieses Verbandes an der Weser.

### Nutzung durch britische Truppen 1945–1958
Nachdem britische Truppen am 18. April 1945 Lüneburg eingenommen hatten, besetzten sie auch die Scharnhorst-Kaserne. Die Anlage wurde zunächst in Bristol Barracks umbenannt. Im Juni 1946 fand sich das 2nd Battalion Devonshire Regiment in der Kaserne ein, das bis 1947 hier verblieb. 1949 belegte die Kaserne, die nun Worcester Barracks genannt wurde, das 94th Observation Regiment Royal Artillery. Im September 1951 wurde es in 94th Locating Regiment Royal Artillery umbenannt und zog im Dezember 1951 nach Munsterlager. Es wurde durch das 1st Battalion Essex Regiment im Dezember 1951 abgelöst, das aus Minden hierher verlegte und im Mai 1953 zum Einsatz im Koreakrieg kam. Es folgte das 2nd Battalion Royal Welch Fusiliers, das bis Juni 1954 hier verblieb. Ersetzt wurde es vom 1st Battalion Royal West Kent Regiment, das bis Juni 1956 in der Kaserne stationiert blieb. Das 1st Battalion The Welch Regiment löste es im Juni 1956 ab und blieb bis August 1957. Das 1st Battalion The South Staffordshire Regiment verlegte im September 1957 nach Lüneburg in die Kaserne und zog im Dezember 1958 nach Minden.

### Bundeswehr
Am 8. November 1958 erfolgte die offizielle Übernahme der Garnison Lüneburg durch die Bundeswehr von den britischen Truppen.
Folgende Stäbe, Verbände, Einheiten und Dienststellen der Bundeswehr waren in der Scharnhorst-Kaserne stationiert:
| Einheit                                   | Stationierung ab  | Herkunft | Stationierung bis  | Verbleib |
| ----------------------------------------- | ----------------- | --- | ------------------ | --- |
| Flugabwehrbatterie 80                     | Mai 1959          | verlegt nach Aufstellung am 1. April 1959 in Achim (Landkreis Verden), Steuben-Kaserne | 1. Oktober 1964    | in 3./Flugabwehrbataillon 3 umgegliedert |
| Panzerartilleriebataillon 31              | 1. Juli 1959      | verlegt nach Aufstellung als I./Panzerartilleriebataillon 3 in Bremen-Grohn, Roland-Kaserne, und Zwischenverlegung ab 1. April 1958 nach Hamburg-Rahlstedt, Boehn-Kaserne sowie Umbenennung am 1. März 1959 in Panzerartilleriebataillon 31 | 1. Mai 1965        | in Feldartilleriebataillon 31 umbenannt |
| Panzerpionierkompanie 80                  | 1. August 1959    | neu aufgestellt aus Teilen des Pionierbataillons 3 | 1992               | verlegt in Theodor-Körner-Kaserne in Lüneburg, dort zum 31. Dezember 2002 aufgelöst |
| Ausbildungskompanie 10/3                  |                   | 1962 aufgestellt |                    | 1973 in Instandsetzungsausbildungskompanie 10/3 umgegliedert, 1978 der Brigade unterstellt, zum 1. April 1981 in Instandsetzungsausbildungskompanie 6/3 umbenannt; in Theodor-Körner-Kaserne in Lüneburg verlegt |
| 3./Flugabwehrbataillon 3                  | 1. Oktober 1964   | aus Flugabwehrbatterie 80 | Mai 1972           | verlegt nach Hamburg-Fischbek, Röttiger-Kaserne |
| Feldartilleriebataillon 31                | 1. Mai 1965       | aus Panzerartilleriebataillon 31 | 31. März 1993      | aufgelöst |
| Panzerjägerkompanie (Rak) 80              | 1. Oktober 1967   | aus Ausbildungskompanie 6/3 | 1980er             | verlegt in die Theodor-Körner-Kaserne in Lüneburg, dort zum 30. September 1996 aufgelöst |
| Zahnstation H 08/1 Lüneburg 2             | 1. Oktober 1968   | neu aufgestellt | 30. September 1972 | in Zahnstation (Terr)H 221 umgegliedert |
| Panzerartilleriebataillon 85              | Mai 1972          | verlegt nach Aufstellung am 1. Oktober 1959 im Fliegerhorst Lüneburg, später Theodor-Körner-Kaserne | 12. November 1992  | verlegt in Schlieffen-Kaserne und dort zum 1. April 1997 in Geräteeinheit mit Stamm-/Aufwuchsbeziehung zum Panzerartillerielehrbataillon 95 umgewandelt                                                          |
| ABC-Abwehrkompanie 80                     | 1972              | verlegt nach Aufstellung am 16. Oktober 1966 aus ABC-Abwehrzug 80 in Lüneburg, Schlieffen-Kaserne | 1. Oktober 1972    | in ABC-Abwehrkompanie 3 umbenannt |
| Zahnstation (Terr)H 221                   | 1. Oktober 1972   | aus Zahnstation H 08/1 Lüneburg 2 | 31. März 1981      | in Zahnarztgruppe 214/2 umgegliedert |
| ABC-Abwehrkompanie 3                      | 1. Oktober 1972   | aus ABC-Abwehrkompanie 80 | 1. Oktober 1976    | verlegt nach Emden, Karl-von-Müller-Kaserne, dort am 1. April 1980 in ABC-Abwehrkompanie 11 umbenannt und zum 31. März 1993 aufgelöst                                                                            |
| Artilleriespezialzug 3                    | 15. Dezember 1972 | nach Aufstellung übernommen und der 4./PzArtBtl 85 unterstellt | 1. April 1986      | Teilung in Artilleriespezialzüge 3/I und 3/II, Unterstellung Feldartilleriebataillon 31 am Standort |
| Zahnarztgruppe 214/2                      | 1. April 1981     | aus Zahnstation (Terr)H 221 |                    | aufgelöst |
| Kasernenfeldwebel Lüneburg 1              | 1. April 1981     | neu eingerichtet | 30. September 1994 | aufgelöst |
| Fahrschulgruppe Lüneburg 2                | 1. Januar 1986    | neu aufgestellt | 31. März 1994      | zur Aufstellung von Kraftfahrausbildungszentrum Lüneburg in der Schlieffen-Kaserne herangezogen |
| Artilleriespezialzug 3/I                  | 1. April 1986     | aufgestellt durch Teilung des Artilleriespezialzuges 3 und dem FArtBtl 31 unterstellt | 31. März 1993      | aufgelöst |
| Artilleriespezialzug 3/II                 | 1. April 1986     | aufgestellt durch Teilung des Artilleriespezialzuges 3 und dem FArtBtl 31 unterstellt | 31. März 1993      | aufgelöst |
| Evangelischer Standortpfarrer Lüneburg II |                   | neu eingerichtet |                    | aufgelöst |
| Materialausstattung Sanitätsbereich 25/8  |                   | neu aufgestellt |                    | aufgelöst |

Mit dem Fall der Berliner Mauer, dem Ende des Kalten Krieges und der Deutschen Wiedervereinigung verpflichtete sich die Bundesrepublik im Zwei-plus-Vier-Vertrag zur Reduzierung der Bundeswehr auf 370.000 Soldaten. Damit bestand die dringende Notwendigkeit, Truppenstandorte zu schließen oder deutlich zu verkleinern. Diese Entwicklung traf auch die Scharnhorst-Kaserne in Lüneburg. 1992 zogen die meisten Verbände und Einheiten aus dem Standort ab oder wurden aufgelöst. Im Oktober 1993 war die Besitzeinweisung des Landes, das auf dem Gelände die Universität Lüneburg unterbringen wollte, erfolgt.

## Konversion

### Verlagerung der Leuphana-Universität Lüneburg
Bereits Ende der 1980er Jahre reichten die vorhandenen Räume der Universität Lüneburg und der Fachhochschule Nordostniedersachsen nicht mehr aus, um die notwendigen Kapazitäten bei einer steigenden Zahl der immatrikulierten Studierenden sicherzustellen. Daher wurde zunächst ein zusätzlicher Neubau als Erweiterung in unmittelbarer Nähe zu einem bereits genutzten Hochschulgrundstück ins Auge gefasst. Dieses Vorhaben gestaltete sich jedoch aufwändig insbesondere hinsichtlich der zur Verfügung stehenden Flächen und der dafür erforderlichen Grunderwerbskosten. Als infolge der bekanntgewordenen Pläne des Bundesverteidigungsministeriums zur Aufgabe militärischer Liegenschaften das Land Niedersachsen eine interministerielle Arbeitsgruppe einsetzte, meldete im Mai 1991 die Universität Bedarf an. Im Juni 1991 wurde dies untersetzt und eine Verlagerung von Hochschuleinrichtungen und des Studentenwerks auf 200.000 Quadratmeter der Scharnhorst-Kaserne vorgeschlagen. Dabei sollten lediglich Mensa und Bibliothek neu errichtet werden, während die anderen Einrichtungen in vorhandenen Gebäuden untergebracht werden sollten. Im Juli 1991 gab zu diesem Vorhaben das Finanzministerium eine Strukturuntersuchung in Auftrag, die im Oktober 1991 dem Umzug der Universität statt einer Erweiterung am bisherigen Standort den Vorzug gab. Bereits im September 1991 sagte der Bund zu, die Kaserne bis spätestens Ende 1993 zu räumen. Zudem sicherte der Bund im Oktober 1991 einen Kaufpreisabschlag für den Erwerb von Kasernenflächen bei Hochschulnutzungen zu. Dies führte im Dezember 1991 zu einer Ankaufentscheidung des Landes Niedersachsen. Das Staatshochbauamt Lüneburg und das bisher für die Erweiterung am alten Standort beauftragte Architekturbüro wurden zugleich mit den Planungen betraut. Im Oktober 1993 erfolgte die vorläufige Besitzeinweisung in das Grundstück durch den Bund, da die Grunderwerbsverhandlungen noch nicht abgeschlossen waren, und der Baubeginn mit Grundsteinlegung. Bereits im Februar 1994 konnte mit Gebäude 12 (frühere Lehrsäle) ein erster Umbau abgeschlossen und zur Nutzung für die interimsweise Unterbringung von Teilen der Bibliothek und Seminarräumen an die Universität übergeben werden. Im April 1994 folgten die Gebäude 4 (Truppenunterkunft) und 6 (Sanitätsbereich) sowie die Sporthalle (Gebäude Nr. 20, frühere Ausbildungshalle). Mitte 1994 konnte die Cafeteria (Gebäude Nr. 9, zuvor Unteroffizierheim) übergeben werden. Ende 1994 war der erste Bauabschnitt mit zwei Hörsaalneubauten fertiggestellt.
Der zweite Bauabschnitt, der im Januar 1995 begonnen und zum Wintersemester 1995/96 abgeschlossen wurde, umfasste den Umbau der Gebäude 5, 7, 10, 11 (jeweils frühere Truppenunterkünfte), 8 (zuvor Stabsgebäude), 14 (altes Wirtschaftsgebäude), 26 (ehemalige Sporthalle) und 34 (frühere Werkstatt und Lager) sowie zwei weitere Hörsaalneubauten. Der dritte Bauabschnitt (1996 bis 1998) beinhaltete hauptsächlich die Neubauten der Mensa und der Bibliothek sowie die Neugestaltung der Außenanlagen.
Begleitend wurde durch Beschluss der Stadt Lüneburg vom 29. August 1991 der Bebauungsplan Nr. 101 „Hochschulen/Scharnhorststraße“ aufgestellt, der für die von der Universität benötigte Fläche ein entsprechendes Sondergebiet auswies und am 11. September 1995 rechtskräftig wurde.
Im Oktober 1993 startete der Bau der Hörsäle 1 und 2 mit insgesamt 1.188 Quadratmetern Hauptnutzfläche sowie 480 bzw. 700 Plätzen. Auch wenn Restarbeiten noch bis Dezember 1994 andauerten, so standen diese beiden Räume bereits ab Beginn des Wintersemesters 1994/95 ab Oktober 1994 zur Verfügung. Es folgte die Errichtung der Hörsäle 3 und 4 zwischen Januar und Oktober 1995, die mit 230 bzw. 150 Sitzplätzen auf insgesamt 442 Quadratmeter Hauptnutzfläche ausgestattet wurden. Zur Errichtung der vier Hörsaalneubauten musste das Kasernengebäude Nr. 24 abgerissen werden. Schließlich wurde noch der Hörsaal 5 erbaut, der über 105 Sitzplätze und 55 Quadratmeter Hauptnutzfläche verfügt. Ein 100 Meter langer Hörsaalgang verbindet Gebäude 9 (Cafeteria) mit den Hörsälen und der Bibliothek.
Die Mensa wurde in zwei Bauabschnitten realisiert. Zunächst wurde zwischen Oktober 1993 und dem 1. Oktober 1994 das ehemalige Wirtschaftsgebäude Nr. 3 mit vorhandener Bundeswehrküche umgebaut, um die Ausgabe eines Speiseangebots zu gewährleisten. Die weitere Realisierung des geplanten Ergänzungsbaus mit 1.488 Quadratmetern erfolgte erst ab Mitte 1996 bis Juli 1997. Insgesamt wurde die Mensa mit 738 Sitzplätzen ausgestattet und für 3.000 Essensportionen täglich ausgelegt.
Der Bau der Universitätsbibliothek erfuhr 1994 eine Umplanung gegenüber den Vorüberlegungen. Die ehemalige Panzerreparaturhalle (Gebäude Nr. 73) sollte nicht mehr abgerissen, sondern als Magazin in die Bibliothek eingegliedert werden. Im Dezember 1994 wurde ein entsprechender Vorentwurf genehmigt. Die Zentrale Einrichtung erhielt eine Gesamtfläche von 8.240 Quadratmetern, davon 5.176 Quadratmeter Hauptnutzfläche für die Unterbringung von ca. 500.000 Bänden sowie 360 Leseplätzen. Die Bauzeit erstreckte sich von Mai 1996 bis April 1998.
Das ABC-Übungsgebäude Nr. 22 wurde zu einem Mal- und Zeichensaal umgebaut.

### Bebauung des südlichen Kasernenteils
Mit der Entscheidung der Verlagerung der Universität Lüneburg auf den nördlichen Teil der Scharnhorst-Kaserne wurde bereits 1991 für den etwa 15 Hektar großen südlichen Bereich die Schaffung eines Wohngebiets angestrebt. Der mit Beschluss des Verwaltungsausschusses der Stadt Lüneburg vom 29. August 1991 aufgestellte Bebauungsplan Nr. 101 „Hochschulen/Scharnhorststraße“ umfasste in seinem Geltungsbereich auch diesen Teil. Anfang 1993 übertrug die Stadt Lüneburg der Niedersächsischen Landesentwicklungsgesellschaft die Aufgabe, die Planung und Entwicklung des Baugebiets vorzunehmen. Mitte 1993 stand die Versorgung sowohl des Universitätsareals, als auch des angrenzenden neuen Wohngebiets mittels eines gemeinsamen Blockheizkraftwerks fest. Allerdings konnte das alte Heizwerk aufgrund seines baulichen Zustandes, das nur noch den Abriss zuließ, hierfür nicht mehr genutzt werden. Da der südliche Kasernenteil wenige Gebäude umfasste und überwiegend aus Sportanlagen und Grünflächen bestand, führte die geplante intensive Bebauung zur Notwendigkeit von Ausgleichsmaßnahmen. Im Herbst 1994 wehrte sich das Land Niedersachsen gegen die Festsetzung von Ausgleichsflächen für die geplante Wohnbebauung des Südteils der Kaserne auf dem Hochschulareal. Das Land forderte, dass für Erweiterungs- und Ergänzungsbauten der Universität ausreichend Flächen zur Verfügung stehen und ihm keine Kosten aus der Schaffung des Wohngebiets entstehen. Dennoch konnte durch die Entsiegelung von 6000 Quadratmeter Flächen und deren Umwandlung in parkähnliche Grünanlagen auf dem Campus der Universität ein gewisser Ausgleich geschaffen werden, ohne dadurch die Hochschulentwicklung zu beeinträchtigen. Im April 1995 beschloss die Ratsversammlung den Bebauungsplan Nr. 101, der am 11. September 1995 in Kraft trat. Er setzte 15 Bauflächen für allgemeines Wohnen, 3 Gewerbegebietsflächen im Osten des Planbereichs, eine Fläche für das Blockheizkraftwerk im Nordosten, eine Gemeinbedarfsfläche für eine 800 Quadratmeter große Kindertagesstätte, eine zentrale Grünfläche mit Spielplatz sowie im Osten eine weitere Grünfläche mit Bolzplatz fest. Die Niedersächsische Entwicklungsgesellschaft als Generalübernehmer erwarb die Flächen treuhänderisch für die Stadt Lüneburg vom Bund, führte die Baufeldfreimachung und Erschließung durch und veräußerte sodann die Grundstücke, insbesondere an städtische Wohnungsbauunternehmen zur Bebauung. Es entstanden innerhalb weniger Jahre etwa 700 Wohneinheiten in Geschoss- und Reihenhausbauweise, ein Einkaufszentrum, eine Bäckerei und weitere Einzelhandelsgeschäfte, eine Sparkasse, eine Kindertagesstätte und ein Mehrgenerationenhaus. Der neue Stadtteil erhielt den Namen Bockelsberg.
Im März 2022 wurde die 2. Änderung des Bebauungsplans Nr. 101 der Stadt Lüneburg durch einen Beschluss des Verwaltungsausschusses auf den Weg gebracht. Gegenstand waren drei noch unbebaute Gewerbegebietsflächen im Umfang von 10.021 Quadratmetern im Osten des Baugebiets, die der Landeskrankenhilfe gehören. Geplant wurde nunmehr Geschosswohnungsbau, für den eine Anpassung der bestehenden Bebauungsplanung notwendig ist. Entstehen sollen 180 bis 200 Wohneinheiten, 30 Prozent mit Sozialbindung.

### Neubau des Zentralgebäudes der Universität
2007 entwarf der Architekt Daniel Libeskind mit Studierenden den Neubau des Zentralgebäudes der Universität Lüneburg. Das Bauwerk umfasste 11.350 Quadratmeter Nutzfläche, davon für ein Studierendenzentrum 4.700 Quadratmeter, für ein Forschungszentrum 2.500 Quadratmeter, für ein Auditorium Maximum 2.100 Quadratmeter sowie Flächen für Verwaltung und Infrastruktur. Bereits im November 2007 befasste sich die Stadt Lüneburg mit dem Vorhaben. Der Bebauungsplan Nr. 101 sollte eine erste Änderung erfahren, um auf dem 15,7 Hektar großen Universitätsgelände den Bau eines Audimax, eines Studentenwohnheims, eines Ausstellungsgebäudes, eines Gästehauses mit Tiefgarage und eines Veranstaltungsgebäudes zu ermöglichen. Doch die Stadt Lüneburg entschied sich am 26. Februar 2008 letztlich für die Aufstellung eines neuen Bebauungsplans Nr. 137 für die Leuphana Universität Lüneburg, der am 26. November 2009 beschlossen und am 26. Mai 2010 in Kraft trat. Er wies vier Teilflächen als Sondergebiet „Universität“, eine Teilfläche als Sondergebiet „Hotel, Parkhaus“, zwei private Grünflächen, darunter ein Biotop, sowie vier Stellplatzflächen mit maximal 1.335 Parkplätzen aus. Aufgrund einer Normenkontrollklage gegen den Bebauungsplan erließ die Stadt Lüneburg am 18. Juli 2012 eine erste Änderungssatzung mit einer entsprechenden Teilaufhebung, die die Ausweisung eines Gehweges auf einem Privatgrundstück zurücknahm. Im Übrigen waren die gegen den Bebauungsplan und gegen die Baugenehmigung des Zentralgebäudes angestrengten Verfahren erfolglos.
An dem Vorhaben wurde Kritik laut, unter anderem wegen abgeschlossener Beraterverträge, wegen der von 58 auf 105 Millionen Euro explodierten Baukosten, wegen teurer Innenausstattung und des schleppenden Baufortschritts, wegen Zweifeln an der Zweckmäßigkeit des Baus sowie wegen der Einbeziehung privater Investoren.
Am 8. Mai 2011 fand die Grundsteinlegung statt. Doch die Ostern 2014 vorgesehene Fertigstellung des Baus verzögerte sich. Am 11. März 2017 wurde das Zentralgebäude in Betrieb genommen.